# Nicolás Fierro
Nicolás Alberto Fierro Gottner (* in Santiago de Chile) ist ein professioneller chilenischer Pokerspieler. Er führte für insgesamt 24 Wochen die Onlinepoker-Weltrangliste an.

## Pokerkarriere

### Online
Fierro spielt online u. a. unter den Nicknames PKaiser (PokerStars sowie 888poker), PokerKaiser (Full Tilt Poker sowie Winamax), JokerzFull (partypoker), PKaizer (PokerStars.FR) und SeaBassCl (BlackChip). Seine Online-Turniergewinne liegen bei mehr als 13 Millionen US-Dollar, wobei der Großteil von über 6,5 Millionen US-Dollar auf PokerStars erspielt wurde. Damit ist der Chilene einer der erfolgreichsten Onlineturnierspieler. Vom 24. September bis 7. Oktober 2014 stand Fierro erstmals für 2 Wochen auf Platz eins des PokerStake-Rankings, das die erfolgreichsten Onlinepoker-Turnierspieler weltweit listet. Insgesamt hatte er die Position für 24 Wochen inne, zuletzt im August 2015.

### Live
Seine erste Geldplatzierung bei einem Live-Turnier erzielte der Chilene Anfang Januar 2010 beim Main Event des PokerStars Caribbean Adventures (PCA) auf den Bahamas. Dort belegte er den 94. Platz für 23.500 US-Dollar. Im Juni 2010 war er erstmals bei der World Series of Poker (WSOP) am Las Vegas Strip erfolgreich und kam bei zwei Turnieren der Variante No Limit Hold’em in die Geldränge, u. a. belegte er den 484. Platz im Main Event. Bei der WSOP 2011 wurde Fierro bei einem Shootout-Turnier Dritter für rund 200.000 US-Dollar Preisgeld und belegte anschließend den 34. Platz im Main Event für knapp 250.000 US-Dollar. Mitte Januar 2012 landete er beim PCA High Roller auf dem fünften Platz für knapp 220.000 US-Dollar. Bei der WSOP 2013 erreichte der Chilene erneut einen Finaltisch und sicherte sich rund 165.000 US-Dollar für seinen vierten Platz. Anfang Dezember 2015 gewann er das Gran Final Millonaria Enjoy Conrad in Punta del Este mit einer Siegprämie von 620.000 US-Dollar. Seine bis dato letzte Live-Geldplatzierung erzielte Fierro im September 2016.
Insgesamt hat sich Fierro mit Poker bei Live-Turnieren mehr als 1,5 Millionen US-Dollar erspielt und ist damit nach Nick Yunis der zweiterfolgreichste chilenische Pokerspieler.